# 餅𣴣
餅𣴣（越南语：／）是越南一種常見的食材，由澱粉製成，常用於製作脍卷、越式春捲、烤餅𣴣 (越南语：／)，亦可加入調味料涼拌後直接食用。
- 饼𣴣的制作方法

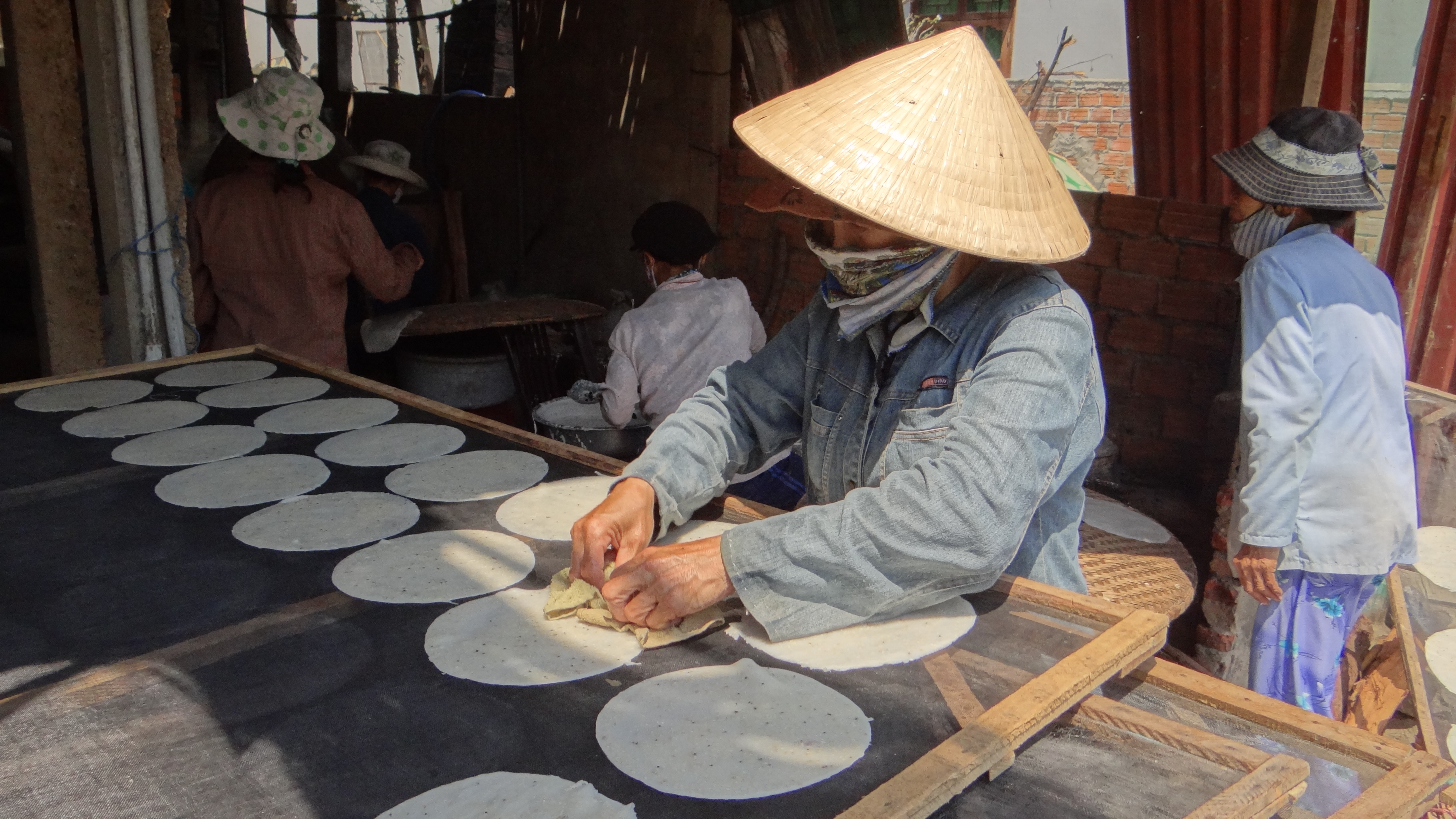
正在曬乾中的餅𣴣
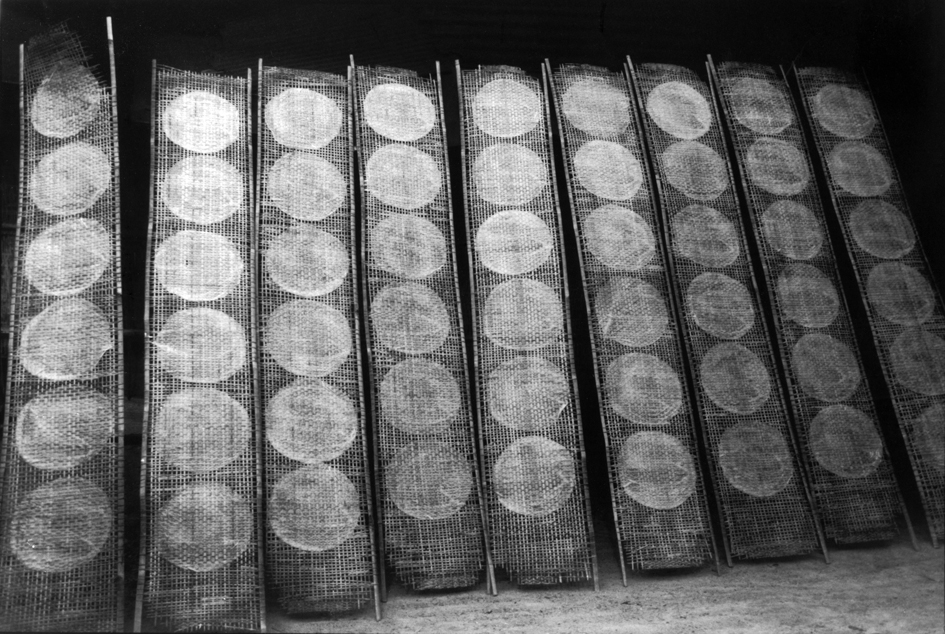
曬乾的餅𣴣